# Église Sainte-Marie-Madeleine de La Magdeleine
L'église Sainte-Marie-Madeleine est une église catholique située à La Magdeleine, en Vallée d'Aoste, en Italie.

## Localisation
L'église se situe dans le village de Brengon, chef-lieu de la commune de La Magdeleine.

## Historique
La première construction de l'église remonte au 1482, lorsque les habitants de Brengon et de Clou decident d'édifier une chapelle dédiée à Marie Madeleine. Le bâtiment primitif, bien plus petit et modeste, a fait par la suite l'objet de nombreuses interventions qui en ont changé l'apparence au long des siècles.
Entre 1774 et 1776, la chapelle est agrandie et assume en gros l'aspect actuel. En 1789, elle est consacrée en tant qu'église paroissiale autonome, en se détachant de la paroisse d'Antey-Saint-André.

## Architecture
À l'extérieur, à droite du clocher, dans lequel est encastrée une pierre qui porte écrit l'an 1841, se trouve l'ancien cimetière, où se trouve un croix en pierre avec l'inscription : « Ici reposent nos ancêtres ».

## Mobilier
L’autel majeur et le tabernacle sont réalisés en bois sculpté et remontent probablement à la fin du XVIIIe siècle. L'autel est surmonté d'un grand tableau d'autel qui représente la Vierge à l'Enfant. D'autres tableaux décorent les autels latéraux.

## Galerie d'images

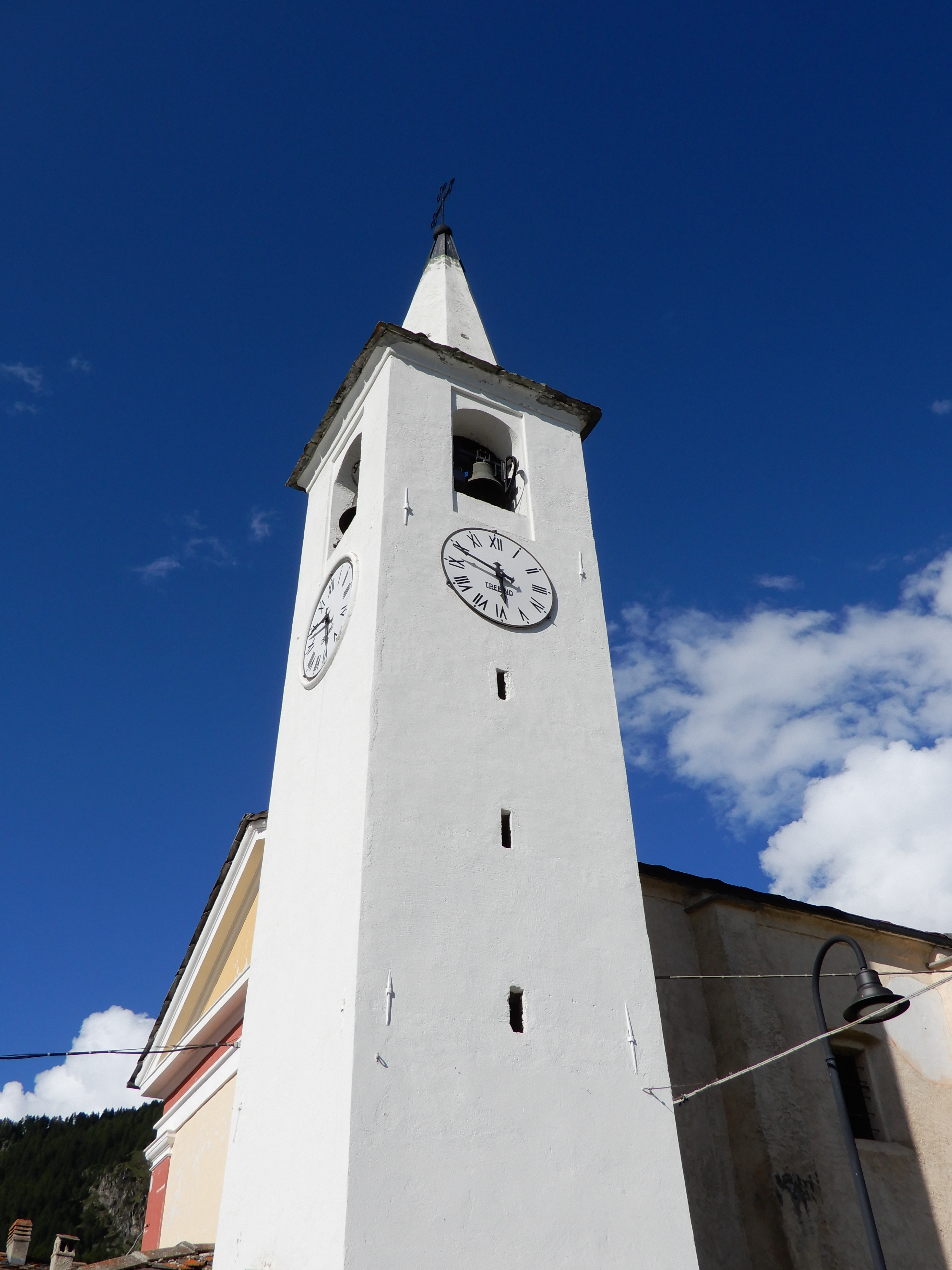
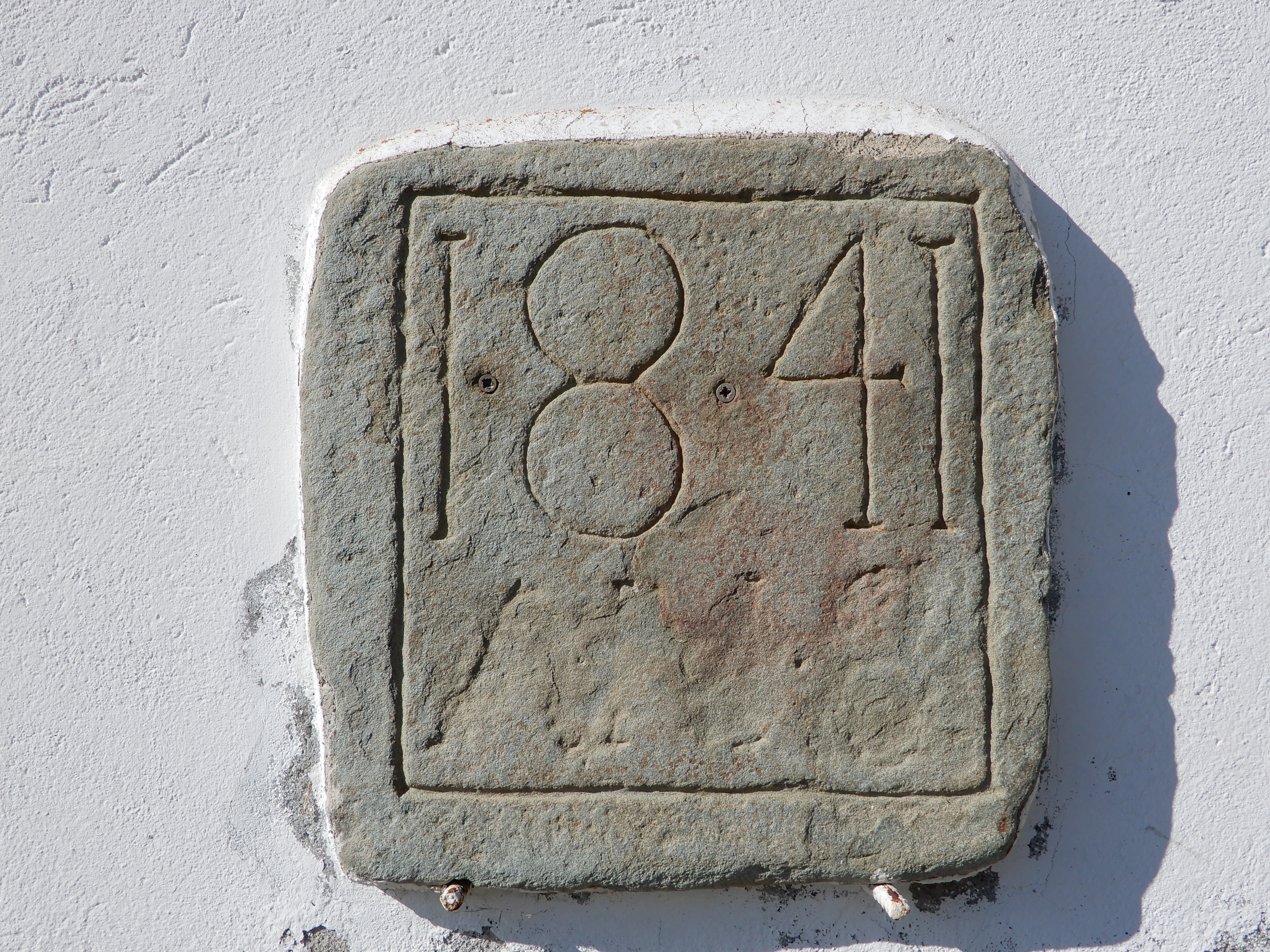
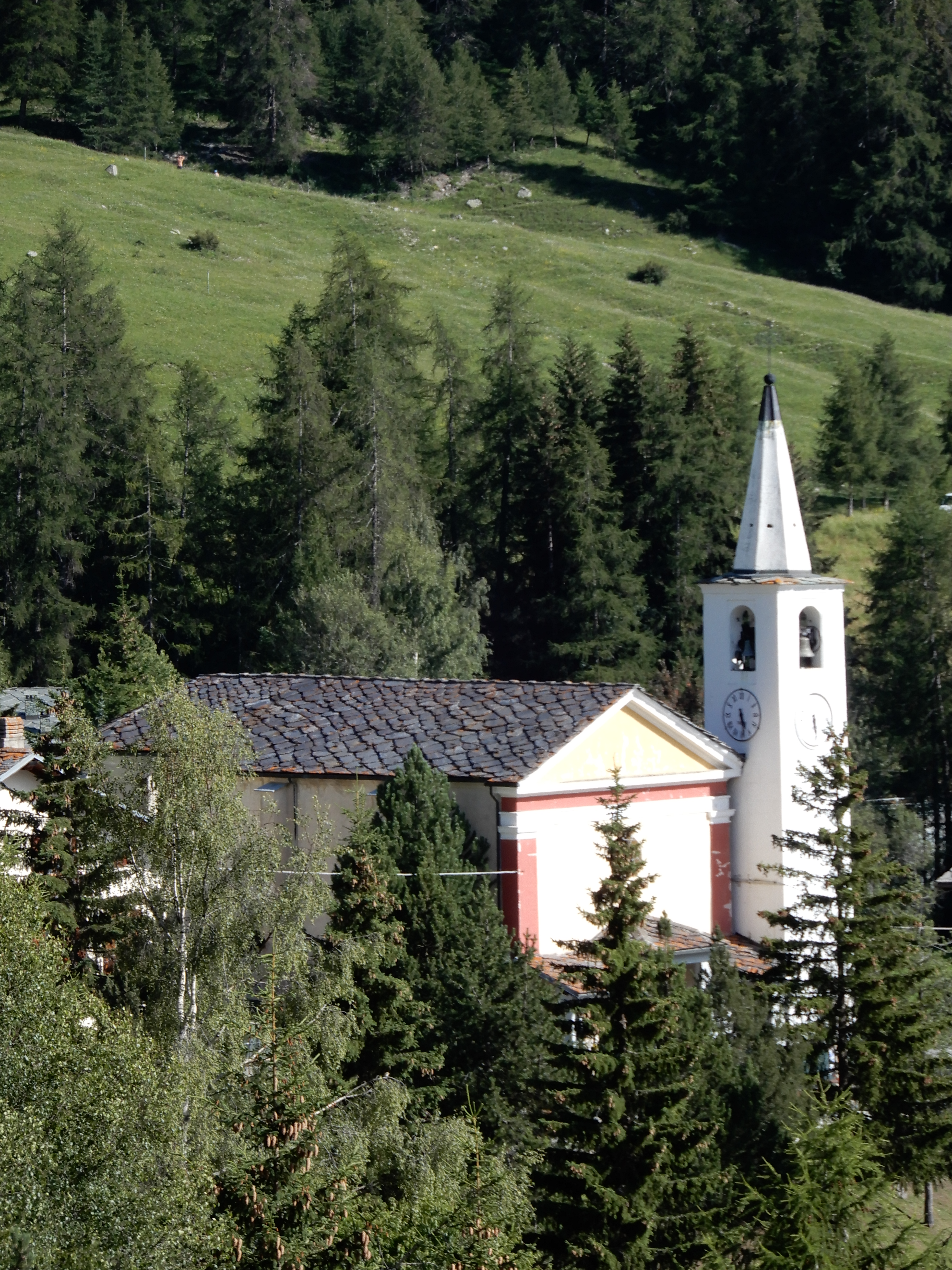